# Anolis strahmi
Anolis strahmi är en ödleart som beskrevs av  Schwartz 1979. Anolis strahmi ingår i släktet anolisar, och familjen Polychrotidae. IUCN kategoriserar arten globalt som starkt hotad.

## Underarter
Arten delas in i följande underarter:
- A. s. strahmi
- A. s. abditus